# Sonos
Sonos是一家總部位于美國加利福尼亚州圣巴巴拉的消費電子產品公司。它由John MacFarlane、Craig Shelburne、Tom Cullen以及Trung Mai于2002年創辦。Sonos的產品有智慧音箱。Sonos的产品支援家庭背景音乐，不同房间的不同的Sonos设备可以同时播放同一首或者不同的音乐。 
Sonos已与数十家音樂流服務公司合作，其中包括Pandora电台、iHeartRadio、Spotify、MOG、QQ音乐以及Amazon Music。Sonos的产品可与Amazon Alexa、Google Assistant及Apple的Siri等流行的语音助理配合使用。2019 年，Sonos 收購了 Snips SAS，一個專注於隱私的 AI 語音平台，專為連接設備設計，目標是將其音樂專用助理引入其設備中。